# الژبیه‌تا کژشینسکا
الژبیه‌تا کژشینسکا (انگلیسی: Elżbieta Krzesińska; ۱۱ نوامبر ۱۹۳۴ – ۲۹ دسامبر ۲۰۱۵) ورزشکار پرش طول اهل لهستان بود.